# Opius quasiqvisti
Opius quasiqvisti är en stekelart som beskrevs av Fischer 1991. Opius quasiqvisti ingår i släktet Opius och familjen bracksteklar. Inga underarter finns listade i Catalogue of Life.